# Pîhtokahanapiwiyin
Pîhtokahanapiwiyin (1842 – 4 de julio de 1886), más conocido en inglés como Poundmaker y en español como Hacedor de Corrales, fue un jefe cri de las llanuras, también conocido como un pacificador y defensor de su pueblo.

## Nombre
Según la tradición cri o la historia oral, Pîhtokahanapiwiyin, obtuvo su nombre de Poundmaker o Hacedor de Corrales por su capacidad especial de atraer búfalos hacia los corrales. Un corral de búfalos se parecía a un enorme encerradero con las paredes cubiertas por las hojas de arbustos gruesos. Normalmente los rebaños de búfalos se les hacía huir en estampida hacia esta trampa, aunque en otras ocasiones el búfalo era atraído por una persona como Pîhtokahanapiwiyin, quién según la tradición había sido bendecido por espíritus guía para utilizar una canción especial para atraer al búfalo. Usaba un tambor a la vez que cantaba, y la canción atraía al búfalo líder y a su rebaño al recinto.

## Biografía
Poundmaker nació en la Tierra de Rupert, cerca de la actual ciudad de Battleford. Fue el hijo de Sikakwayan, un doctor assiniboine, y una mujer cri de sangre mixta, la hermana del jefe Mistawasis. Tras la muerte de sus padres, Poundmaker, su hermano Manta de Barro Amarillo, y su hermana más joven, fueron criados por la comunidad cri de su madre, dirigida por el jefe Wuttunee, más tarde conocida como la tribu del Faisán Rojo. 
En su vida de adulto, Poundmaker se hizo famoso en las negociaciones de 1876 del Tratado 6 y se separó para formar su propia tribu. En 1881, se estableció en una reserva a unos 40 km al noroeste de Fuerte Battleford. Hacedor de Corrales no se oponía a la idea de un tratado, pero criticó los problemas del Gobierno canadiense a la hora de cumplir sus promesas.
En 1873, Pie de Cuervo, jefe de la Primera Nación Pies Negros, había adoptado a Hacedor de Corrales y por tanto aumentó su influencia. Esta decisión también cementó los lazos entre el pie negro y el cri, y consiguió detener la lucha por el ahora muy escaso búfalo.

### Rebelión del Noroeste
La escasez de bisontes dejó a las personas desesperadamente hambrientas, y en 1885 viajaron hacia el sur en dirección a Battleford. Cuenta la tradición oral que Hacedor de Corrales fue al fuerte para hablar con el agente de asuntos indios, Rae, y reafirmar su lealtad a la reina después de un asesinato en la cercana reserva Mosquito. Sin embargo, la gente de Battleford y algunos colonos del área circundante, tras escuchar noticias de gran cantidad de cris y assiniboines abandonando las reservas en dirección a Battleford, temieron por su seguridad. 
En la noche del 30 de marzo de 1885, la gente del pueblo empezó a abandonar la ciudad para buscar refugio en el Fuerte Battleford de la Policía Montada del Noroeste. Cuando Hacedor de Corrales y su grupo llegó al pueblo, el agente de la primera nación se negó a salir del fuerte para reunirse con ellos. Los mantuvo esperando durante dos días. Los telegramas enviados por los que estaban atrincherados en el fuerte indicaron que creían que se trataba de un ataque, pero Peter Ballantyne salió del fuerte y, actuando como espía, verificó los planes de Poundmaker y descubrió que sus intenciones eran pacíficas.
Hubo un saqueo de los edificios abandonados de la ciudad, pero la identidad de los saqueadores no está clara. Algunas noticias afirmaron que el pueblo de Hacedor de Corrales eran los responsables, pero un observador alegó que la mayoría de los saqueos habían sido hechos por los blancos. Las historias contadas por los testigos blancos sugieren que los indios saquearon a diario el pueblo. La tradición oral nativa sugiere que el saqueo fue realizado por nakodas (otra tribu nativa), y que Hacedor de Corrales hizo todo lo posible para detenerlo. De cualquier forma, la gente de Poundmaker se fue al día siguiente.
El 2 de mayo de 1885, una fuerza militar de 332 soldados canadienses, dirigidos por el teniente coronel William Dillon Otter, atacó el campamento de Hacedor de Corrales cerca de las colinas de Cut Knife. El teniente R. S. Cassels, adjunto al mando de la Escuela "C", una división militar de las tropas bajo la supervisión de Otter, declaró lo siguiente:

About 4 P.M. the column starts.  Our force is eight scouts; sixty Mounted Police under Captain Neale; "B" Battery, eighty men under Major Short; "C" School, forty-five men under Lieutenant Wadmore, No. 1 Company, Queen’s Own Rifles, under Captain Brown, fifty-five men; Battleford Rifles, under Captain Nash, forty men; twenty men of the Guards under Lieutenant Gray and Queen’s Own Rifles Ambulance Corps; Surgeon Lesslie; Sergeant Fere and eight men; Colonel Otter in command; and Colonel Herchmer,Surgeon Strange, Captain Mutton and Lieutenant Sears on the Staff.  Hume Cronyn, E.C. Acheson, and Blakely of "K", McLennan and Prior of "T", Farin Wallace and Grierson of "H", Fraser and A. J. Boyd of "F" are attached to No. 1.
Sobre las 4 p. m., la columna empieza a marchar. Nuestra fuerza se compone de ocho exploradores; sesenta policías montados bajo las órdenes del capitán Neale; la Batería "B", ochenta hombres bajo el mando del mayor Short; la Escuela "C", cuarenta y cinco hombres al mando del teniente Wadmore; la Compañía N.º 1, fusileros de la reina bajo el mando del capitán Brown, cincuenta y cinco hombres; los fusileros de Battleford, bajo las órdenes del capitán Nash, cuarenta hombres; veinte hombres de la Guardia bajo el mando del teniente Gray y el Cuerpo de Ambulancia de los fusileros de la reina; cirujano Lesslie; el sargento Fere y ocho hombres; el coronel Otter al mando; y el coronel Herchmer, el cirujano Strange, el capitán Mutton y el teniente Sears entre los presentes. Hume Cronyn, E. C. Acheson y Blakely de "K", McLennan y Prior de "T", Farin Wallace y Grierson de "H", Fraser y A. J. Boyd de "F" están adjuntos al N.° 1.

Cuando el ejército se vio obligado a retirarse, Hacedor de Corrales, que no había participado en la lucha, impidió que sus guerreros persiguieran a los soldados. Se cree que esta acción evitó la pérdida de muchas vidas en ambos bandos, ya que de otro modo se habrían activado una serie de contramedidas para cubrir su retirada, y los cris lucharon mejor mientras su enemigo se retiraba.

### Consecuencias

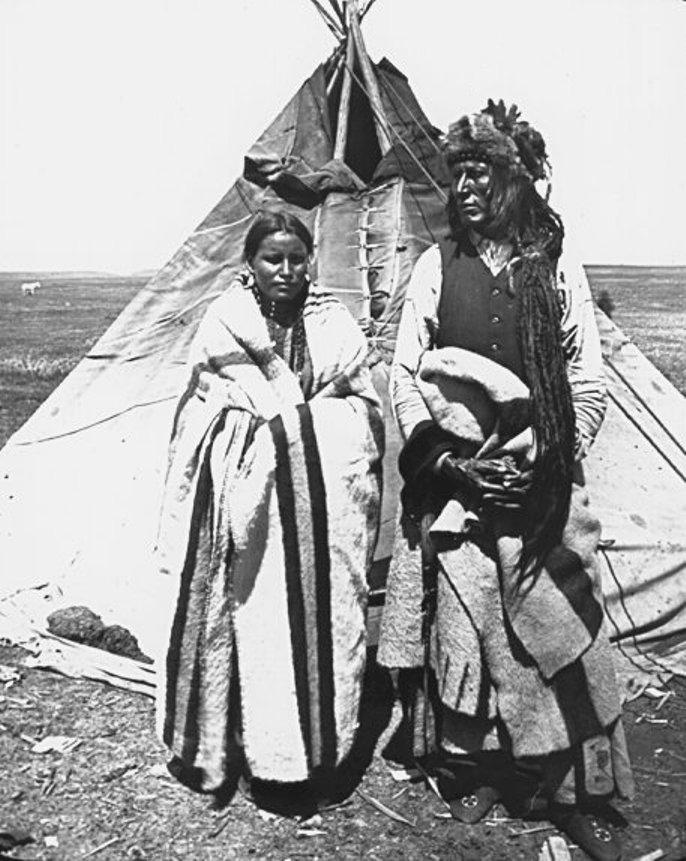
Poundmaker y su esposa.

Con las noticias de las acciones de Louis Riel y la derrota en Batoche, Poundmaker fue allí para rendirse. En la base de una letra escrita por Louis Riel aguantando su nombre, Hacedor de Corrales fue condenado por traición en 1885 y sentenciado a tres años en la penitenciaría Stony Mountain. Él le dijo a Riel, «no me atrapaste, me rendí. Quise paz». En su prueba,  está informado para tener dicho:

Everything that is bad has been laid against me this summer, there is nothing of it true... Had I wanted war, I would not be here now. I should be on the prairie. You did not catch me. I gave myself up. You have got me because I wanted justice.
Se han dicho muchas cosas malas de mí este verano, pero no hay nada de cierto en ello... Si hubiera querido la guerra, no estaría aquí ahora. Debería estar en la pradera. No me atrapaste. Me entregué. Me tienes porque quería justicia.

Debido al poder de su padre adoptivo, Pie de Cuervo, el cabello de Hacedor de Corrales no fue cortado en prisión, y sirvió solo siete meses. Sin embargo, su estancia allí desgastó su salud y lo dirigió a su muerte por una hemorragia en un pulmón en 1886, a la edad de 44. Está enterrado en el Cruce de Pie Negro cerca de Gleichen, en la provincia de Alberta (Canadá), pero sus restos fueron exhumados en 1967, y vueltos a enterrar en la reserva Poundmaker, en la provincia de Saskatchewan (Canadá).
Las fotografías de la exhumación y entierro fueron donados al museo Allen Sapp en North Battleford.

## Legado
La Nación Cri Poundmaker continúa hasta hoy en día, cerca de la población de Cut Knife (Saskatchewan). Su nieto John Tootoosis, dirigente cri, y su bisnieto Gordon Tootoosis, actor, ambos vivieron en esta reserva.
Pîhtokahanapiwiyin aparece como el líder de los cris en Civilization VI: Rise and Fall, una expansión de un videojuego de estrategia histórico. El juego se refiere a él por su nombre inglés, Poundmaker.